# Jlegiwinangun
Jlegiwinangun is een bestuurslaag in het regentschap Kebumen van de provincie Midden-Java, Indonesië. Jlegiwinangun telt 2275 inwoners (volkstelling 2010).